# Gyretes discus
Gyretes discus là một loài bọ cánh cứng trong họ van Gyrinidae. Loài này được Erichson miêu tả khoa học năm 1848.